# Alcaide (Fundão)
Alcaide es una freguesia portuguesa del concelho de Fundão, con 16,95 km² de superficie y  habitantes (2001). Su densidad de población es de 45,1 hab/km².